# Diócesis de Mtwara
La diócesis de Mtwara (en latín: Dioecesis Mtuarana, en inglés: Roman Catholic Diocese of Mtwara y en suajili: Jimbo Katoliki la Mtwara) es una circunscripción eclesiástica de la Iglesia católica en Tanzania. Se trata de una diócesis latina, sufragánea de la arquidiócesis de Songea, que tiene al obispo Titus Joseph Mdoe como su ordinario desde el 15 de octubre de 2015.

## Territorio y organización
La diócesis tiene 7780 km² y extiende su jurisdicción sobre los fieles católicos de rito latino residentes la parte centro-oriental de la región de Mtwara.
La sede de la diócesis se encuentra en la ciudad de Mtwara, en donde se halla la Catedral de Todos los Santos y la iglesia abacial, antigua catedral, de Nuestra Señora Auxiliadora. 
En 2019 en la diócesis existían 18 parroquias.

## Historia
La abadía territorial de Ndanda fue erigida el 22 de diciembre de 1931 con el breve In Tanganikensi Africae del papa Pío XI, obteniendo el territorio de la diócesis de Lindi (hoy arquidiócesis de Songea).
El 5 de agosto de 1963 cedió una parte de su territorio para la erección de la diócesis de Nanchingwea (hoy diócesis de Lindi) mediante la bula Quotiens datur del papa Pablo VI.
El 18 de diciembre de 1972, como resultado de la bula Cum omnibus perspectum del papa Pablo VI, la abadía territorial fue elevada a diócesis y tomó su nombre actual. Originalmente era sufragánea de la arquidiócesis de Dar es-Salam.
El 18 de noviembre de 1987 pasó a formar parte de la provincia eclesiástica de la arquidiócesis de Songea.

## Estadísticas
De acuerdo al Anuario Pontificio 2020 la diócesis tenía a fines de 2019 un total de 114 580 fieles bautizados.
| Año                                                                             | Población            | Población | Población      | Sacerdotes | Sacerdotes    | Sacerdotes    | Bautizados por sacerdote | Diáconos permanentes | Religiosos | Religiosos | Parroquias |
| Año                                                                             | Bautizados católicos | Total     | % de católicos | Total      | Clero secular | Clero regular | Bautizados por sacerdote | Diáconos permanentes | Varones    | Mujeres    | Parroquias |
| ------------------------------------------------------------------------------- | -------------------- | --------- | -------------- | ---------- | ------------- | ------------- | ------------------------ | -------------------- | ---------- | ---------- | ---------- |
| 1950                                                                            | 31 326               | 660 000   | 4.7            | 31         |               | 31            | 1010                     |                      | 35         | 34         | 18         |
| 1970                                                                            | 59 343               | 670 700   | 8.8            | 70         | 10            | 60            | 847                      |                      | 100        | 90         |            |
| 1980                                                                            | 72 915               | 1 060 000 | 6.9            | 66         | 21            | 45            | 1104                     |                      | 76         | 125        | 29         |
| 1990                                                                            | 48 870               | 808 000   | 6.0            | 38         | 16            | 22            | 1286                     |                      | 42         | 92         | 14         |
| 1999                                                                            | 61 019               | 720 142   | 8.5            | 41         | 21            | 20            | 1488                     |                      | 50         | 179        | 16         |
| 2000                                                                            | 62 877               | 731 988   | 8.6            | 41         | 21            | 20            | 1533                     |                      | 49         | 210        | 15         |
| 2001                                                                            | 66 708               | 741 715   | 9.0            | 40         | 20            | 20            | 1667                     |                      | 47         | 208        | 15         |
| 2002                                                                            | 66 370               | 752 945   | 8.8            | 44         | 22            | 22            | 1508                     |                      | 51         | 223        | 15         |
| 2003                                                                            | 60 859               | 723 433   | 8.4            | 46         | 22            | 24            | 1323                     |                      | 50         | 221        | 15         |
| 2004                                                                            | 62 273               | 689 164   | 9.0            | 45         | 25            | 20            | 1383                     |                      | 44         | 213        | 15         |
| 2013                                                                            | 73 700               | 859 000   | 8.6            | 42         | 23            | 19            | 1754                     |                      | 38         | 189        | 18         |
| 2016                                                                            | 135 103              | 1 496 200 | 9.0            | 53         | 25            | 28            | 2549                     |                      | 59         | 332        | 18         |
| 2019                                                                            | 114 580              | 905 595   | 12.7           | 51         | 22            | 29            | 2246                     |                      | 66         | 335        | 18         |
| Fuente: Catholic-Hierarchy, que a su vez toma los datos del Anuario Pontificio. |                      |           |                |            |               |               |                          |                      |            |            |            |

## Episcopologio
- Joachim (Alois) Ammann, O.S.B. † (29 de mayo de 1932-15 de diciembre de 1948 renunció)
- Anthony Victor Hälg, O.S.B. † (15 de diciembre de 1949 por sucesión-18 de diciembre de 1972 renunció)
- Maurus Libaba † (18 de diciembre de 1972-17 de octubre de 1986  nombrado obispo de Lindi)
- Gabriel Mmole † (12 de marzo de 1988-15 de octubre de 2015 retirado)
- Titus Joseph Mdoe, desde el 15 de octubre de 2015